# SH3BP4
SH3BP4‏ (SH3 domain binding protein 4) هوَ بروتين يُشَفر بواسطة جين SH3BP4 في الإنسان.